# Jesús de León Tello
Jesús de León Tello (Torreón, Coahuila, 20 de mayo de 1974). Es un político mexicano, miembro del Partido Acción Nacional. Actualmente es presidente del Comité Estatal del PAN en Coahuila.
Es abogado por la Universidad Autónoma de Coahuila y tiene una maestría en Derecho Corporativo Internacional, ha ocupado los cargos de secretario de estudios y presidente del Comité Municipal del PAN en Torreón, este último cargo de 2001 a 2004, además de consejero estatal del PAN en Coahuila. Electo síndico del ayuntamiento de Torreón para el periodo de 1997 a 1999, en 2005 fue precandidato a la alcaldía pero resultó derrotado por José Ángel Pérez Hernández, en 2006 fue elegido diputado federal por el VI Distrito Electoral Federal de Coahuila a la LX Legislatura, en donde ocupó los cargos de secretario de la comisión de Medio Ambiente y Recursos Naturales, e integrante de las de Gobernación, de Justicia y especial de la Cuenca de Burgos.
Solicitó licencia como diputado federal el 9 de agosto de 2009, para buscar la candidatura de su partido a presidente municipal de Torreón, siendo electo como precandidato el 23 de agosto y registrado como candidato el 4 de septiembre. En las elecciones estatales de Coahuila de 2009 fue derrotado por Eduardo Olmos del PRI.
Volvió a contender por la presidencia municipal de Torreón en las elecciones del 2013, siendo derrotado por el candidato del PRI, Miguel Riquelme.